# 피루브산 탈수소효소 복합체

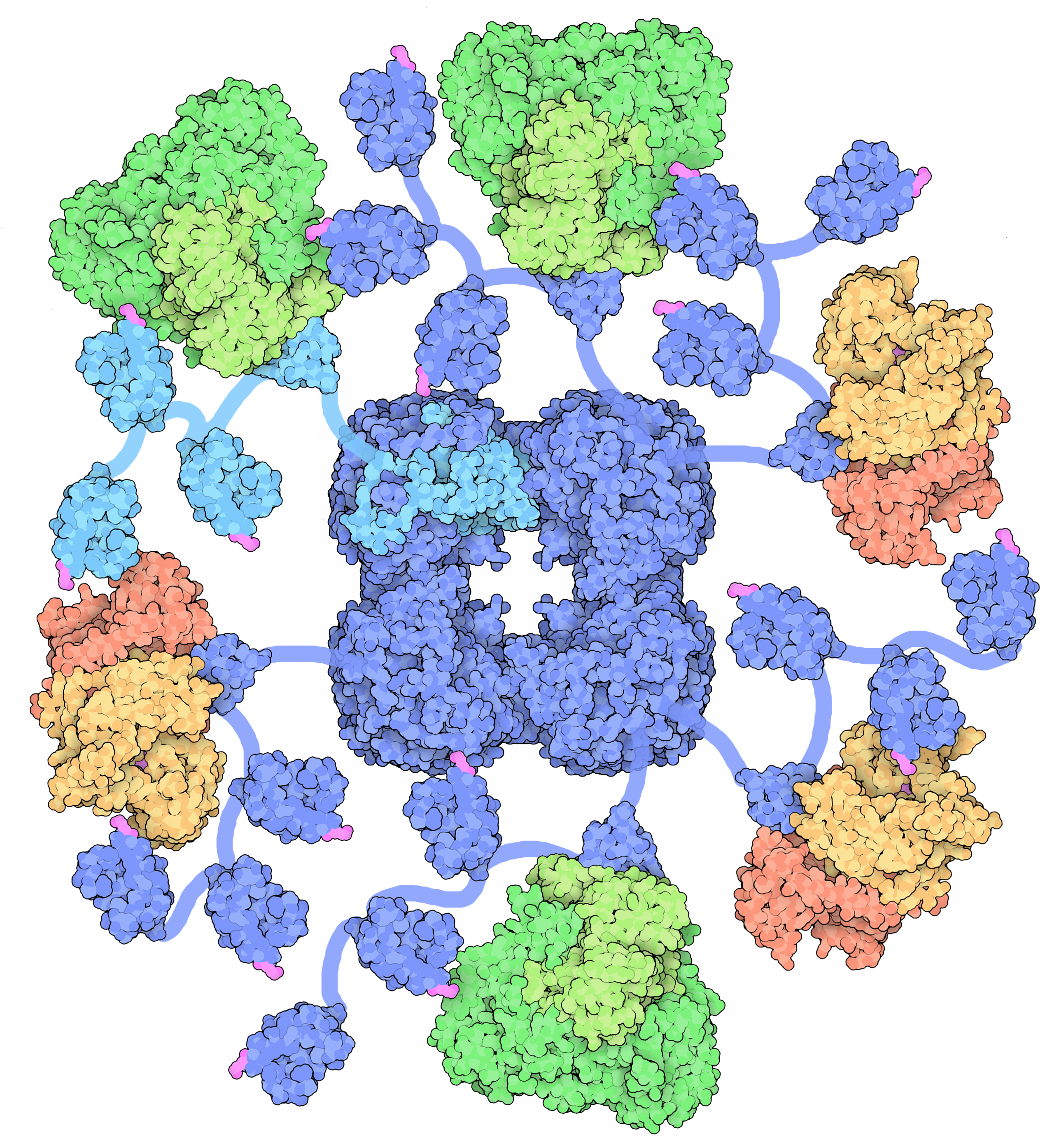
피루브산 탈수소효소 복합체

피루브산 탈수소효소 복합체(영어: pyruvate dehydrogenase complex, PDC)는 피루브산 탈카복실화라고 불리는 과정에 의해 피루브산을 아세틸-CoA로 전환시키는 세 가지 효소로 구성된 다중효소 복합체이다. 그런 다음 아세틸-CoA는 시트르산 회로에서 사용될 수 있으며, 피루브산 탈수소효소 복합체는 해당과정과 시트르산 회로를 연결한다. 피루브산 탈카르복실화는 피루브산의 산화도 포함하기 때문에 "피루브산 탈수소효소 반응"으로도 알려져 있다.
피루브산 탈수소효소 복합체는 α-케토글루타르산 탈수소효소 복합체 및 가지사슬 α-케토산 탈수소효소 복합체와 구조적 및 기능적으로 관련되어 있다.

## 반응
피루브산 탈수소효소 복합체에 의해 촉매되는 반응은 다음과 같다.
|  |

## 구조

### 피루브산 탈수소효소 (E1)

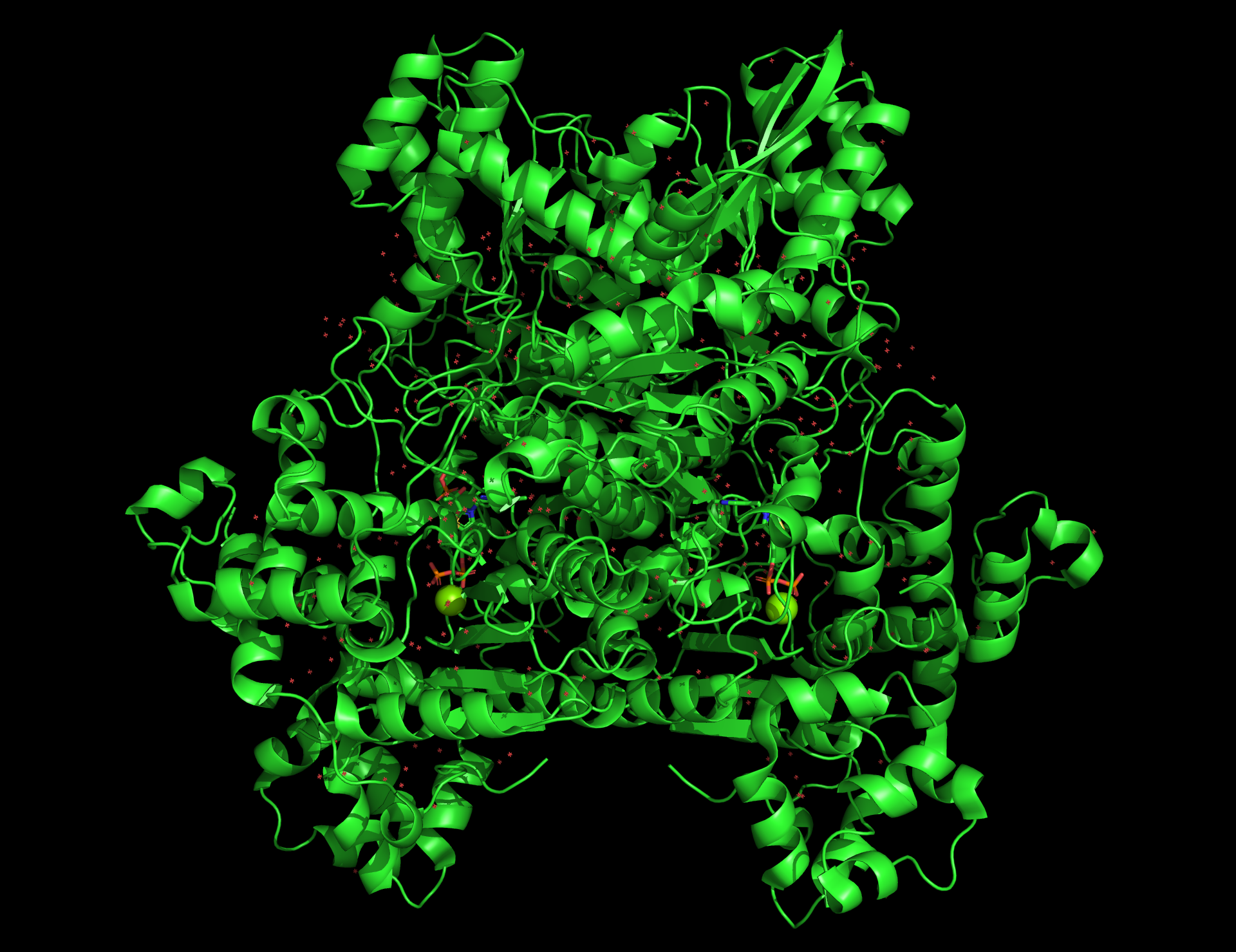
대장균(Escherichia coli)의 피루브산 탈수소효소 복합체의 E_{1} 소단위체에 대한 파이몰 생성 이미지

피루브산 탈수소효소 소단위체라고 불리는 E1 소단위체는 동종이량체(두 개의 "α" 사슬로 구성, 예: 대장균) 또는 이종사량체(두 개의 "α" 사슬 및 두 개의 "β" 사슬)로 구성된 구조를 가지고 있다. 마그네슘 이온은 α 사슬에 위치한 3개의 극성 아미노산 잔기(Asp, Asn, Tyr)와 피루브산의 탈카복실화에 직접적으로 관여하는 보조 인자인 티아민 피로인산(TPP)과 4배위 복합체를 형성한다.

### 다이하이드로리포일 아세틸기전이효소 (E2)
원핵생물과 진핵생물 모두에 대한 E2 소단위체, 즉 다이하이드로리포일 아세틸기전이효소는 일반적으로 3개의 도메인으로 구성된다. N-말단 도메인(리포일 도메인)은 각각 약 80개의 아미노산으로 구성된 1~3개의 리포일기로 구성된다. 말초 소단위체 결합 도메인(PSBD)은 E1 및 E3 소단위체의 다른 도메인에 대한 선택적 결합 부위로 역할을 한다. 마지막으로 C-말단 도메인(촉매 도메인)은 아세틸기의 전달과 아세틸-CoA의 합성을 촉매한다. 감마프로테오박테리아의 E2의 24개 복사본은 피루브산 탈수소효소 복합체의 입방체 코어를 형성하며, 여기서 8개의 E2 동종삼량체가 입방체 코어 입자의 꼭지점에 위치한다.

### 다이하이드로리포일 탈수소효소 (E3)

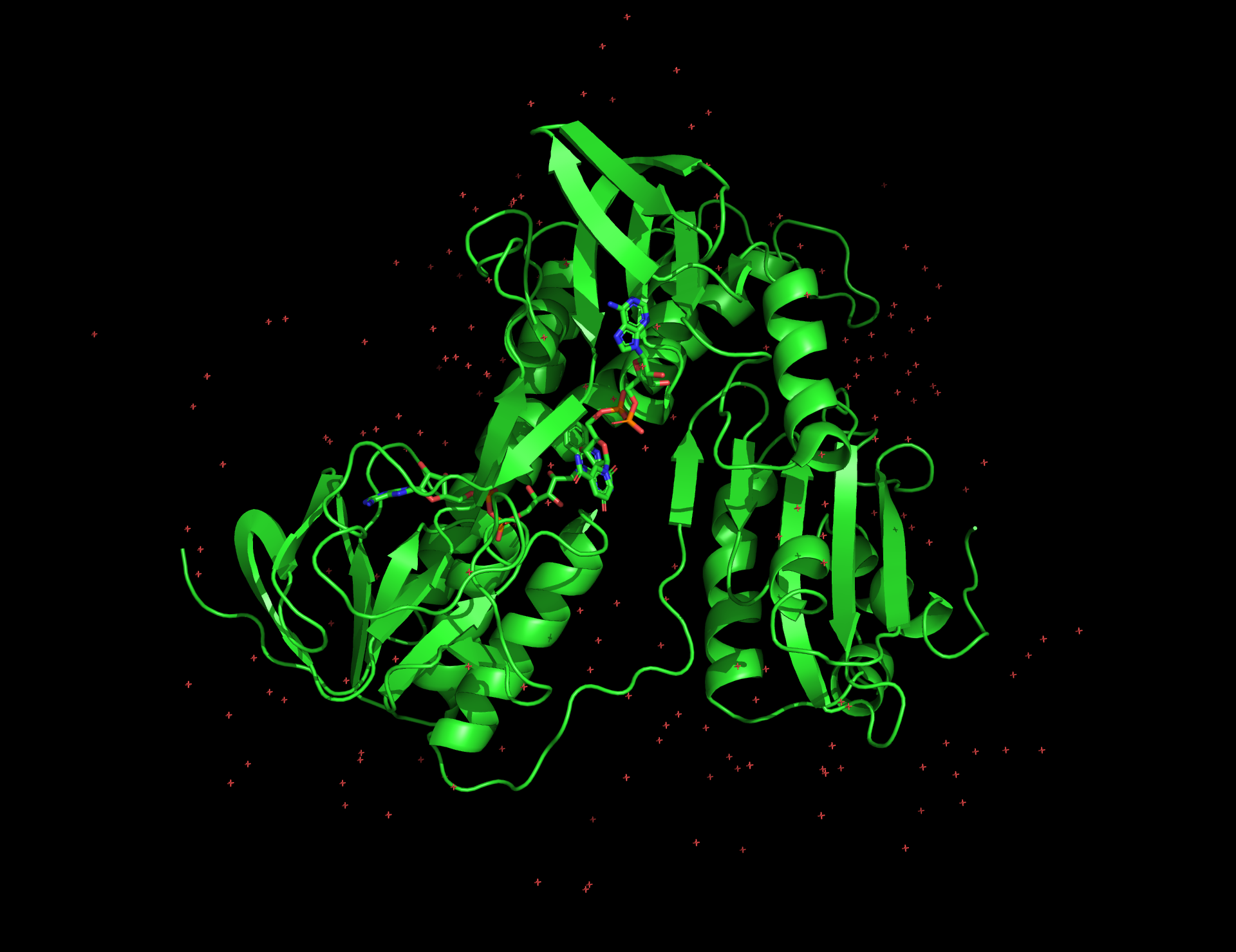
슈도모나스 푸티다(Pseudomonas putida)의 피루브산 탈수소효소 복합체의 E3 소단위체에 대한 파이몰 생성 이미지

다이하이드로리포일 탈수소효소라고 불리는 E3 소단위체는 이황화 결합에 관여하는 2개의 시스테인 잔기와 활성 부위의 FAD 보조 인자가 산화 촉매로서의 주요 목절을 촉진하는 동종이량체 단백질로 특징지워진다. 슈도모나스 푸티다(Pseudomonas putida)에서 발견되는 E3 구조의 한 예는 각 개별 동종이량체 소단위체가 FAD 결합과 NAD 결합을 담당하는 두 개의 결합 도메인뿐만 아니라 중앙 도메인과 인터페이스 도메인을 포함하도록 형성된다.

### 다이하이드로리포일 탈수소효소 결합 단백질 (E3BP)
대부분의 진핵생물에 고유한 보조 단백질은 E3 결합 단백질(E3BP)이며, 이는 E3 소단위체를 피루브산 탈수소효소 복합체(PDC)에 결합시키는 역할을 한다. 사람의 E3 결합 단백질의 경우, 결합 단백질의 소수성 프롤린과 류신 잔기는 두 개의 동일한 E3 단량체의 결합으로 형성된 표면 인식 부위와 상호작용을 한다.

## 메커니즘

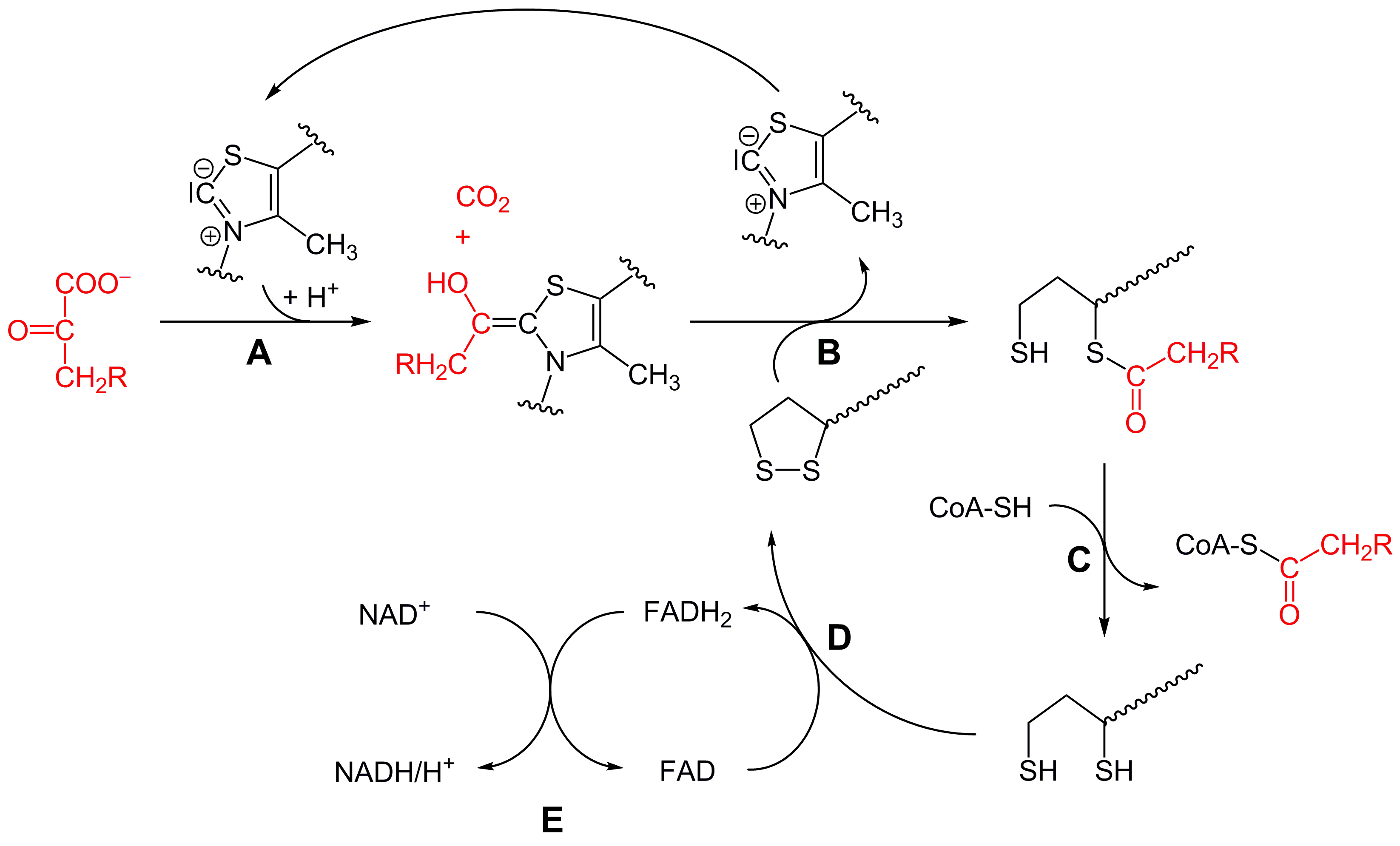

| 효소                                              | 약어 | 보조 인자                              | 원핵생물에서 소단위체의 수 | 진핵생물에서 소단위체의 수 |
| ------------------------------------------------- | ---- | -------------------------------------- | -------------------------- | -------------------------- |
| 피루브산 탈수소효소 (EC 1.2.4.1)                  | E1   | 티아민 피로인산 (TPP), Mg2+            | 32                         | 30                         |
| 다이하이드로리포일 아세틸기전이효소 (EC 2.3.1.12) | E2   | α-리포산                               | 24                         | 60                         |
| 다이하이드로리포일 탈수소효소 (EC 1.8.1.4)        | E3   | 플라빈 아데닌 다이뉴클레오타이드 (FAD) | 16                         | 12                         |

### 피루브산 탈수소효소 (E1)
처음에는 피루브산과 티아민 피로인산(TPP 또는 비타민 B1)이 피루브산 탈수소효소 소단위체에 의해 결합된다. 티아민 피로인산(TPP)의 티아졸륨 고리는 양쪽성 이온 형태이고, 음이온성 C2 탄소는 피루브산의 C2 카보닐기(케톤)에 친핵성 공격을 수행한다. 생성된 헤미티오아세탈은 탈카복실화를 거쳐 아실 음이온 등가물을 생성한다(사이아노하이드린 또는 알데하이드-다이싸이안 극성반전 화학 및 벤조인 축합을 참조). 이 음이온은 리신 잔기에 부착된 산화된 리포산의 S1을 공격한다. 개환 SN2 유사 메커니즘에서 S2는 황화물 또는 설프하이드릴 부분으로 대체된다. 이후 사면체 헤미티오아세탈이 붕괴되면 티아졸이 방출되고 티아민 피로인산(TPP) 보조 인자가 방출되며 리포산의 S1에 티오아세트산이 생성된다. E1 촉매 과정은 전체 피루브산 탈수소효소 복합체의 속도 제한 단계이다.

### 다이하이드로리포일 아세틸기전이효소 (E2)
이 지점에서 리포산-싸이오에스터 기능은 다이하이드로리포일 아세틸기전이효소(E2)의 활성 부위로 전위되고, 여기서 트랜스 아실화 반응은 리포일의 "스윙잉 암(swinging arm)"으로부터 조효소 A(CoA)의 싸이올로 아세틸기를 전달한다. 이는 아세틸-CoA를 생성하고, 아세틸-CoA는 피루브산 탈수소효소 복합체로부터 방출되며 이어서 시트르산 회로로 들어간다. E2는 리포아마이드 환원효소-아세틸기전이효소로도 알려져 있다.

### 다이하이드로리포일 탈수소효소 (E3)
여전히 피루브산 탈수소효소 복합체의 리신 잔기에 결합되어 있는 다이하이드로리포산은 다이하이드로리포일 탈수소효소(E3)의 활성 부위로 이동하여 화학적으로 티오레독신 환원효소와 유사한 플라빈 매개 산화를 겪는다. 먼저, FAD는 다이하이드로리포산을 리포산으로 다시 산화시켜 FADH2를 생성한다. 그런 다음, NAD+ 보조 인자는 FADH2를 FAD로 다시 산화시켜 NADH와 H+를 생성한다.

## 생물종 간의 구조적 차이
피루브산 탈수소효소 복합체(PDC)는 생물종에 따라 3~4개의 소단위체의 다중 복사본으로 구성된 대규모 복합체이다.

### 그람음성세균
그람음성세균에서, 예를 들어 대장균(Escherichia coli)의 피루브산 탈수소효소 복합체는 24개의 다이하이드로리포일 아세틸기전이효소(E2)로 구성된 중앙 입방체 코어로 구성된다. 최대 16개의 피루브산 탈수소효소(E1) 동종이량체와 8개의 다이하이드로리포일 탈수소효소(E3) 동종이량체가 E2 코어 주변의 E2 PSBD에 결합한다. 감마프로테오박테리아에서 E1 또는 E3 결합에 대한 PSBD의 특이성은 PSBD의 올리고머 상태에 의해 결정됩니다. 각 E2 동종삼량체에서는 PSBD 3개 중 2개가 이량체화된다. 두 개의 E1 동종이량체는 이량체 PSBD에 협력적으로 결합하는 반면, 짝을 이루지 않은 나머지 PSBD는 하나의 E3 동종이량체와 특이적으로 상호작용한다. 따라서 PSBD 이량체화는 E1:E2:E3(단량체) = 32:24:16의 화학량론을 갖는 주변 소단위체 E1 및 E3으로 완전히 포화될 때 피루브산 탈수소효소 복합체의 소단위체 구성을 결정한다.

### 그람양성세균 및 진핵생물
대조적으로 그람양성세균(예: 바실루스 스테아로테르모필루스(Bacillus stearothermophilus))과 진핵생물에서는 중앙 PDC 코어가 정이십면체로 배열된 60개의 E2 분자를 포함한다. 이 E2 소단위체 "코어"는 30개의 E1 소단위체와 12개의 E3 복사본을 조정한다.
진핵생물은 또한 E3 소단위체를 E2 코어에 결합시키는 추가적인 코어 단백질인 E3 결합 단백질(E3BP)의 12개의 복사본을 함유하고 있다. E3BP의 정확한 위치는 완전히 명확하지 않다. 저온 전자 현미경을 통해 E3BP가 효모의 각 정이십면체 면에 결합한다는 사실이 확인되었다. 그러나 이는 소의 PDC 코어에서 동일한 수의 E2 분자를 대체하는 것으로 제안되었다.
최대 60개의 E1 또는 E3 분자가 그람양성세균의 E2 코어와 결합할 수 있으며, 결합은 상호 배타적이다. 진핵생물에서 E1은 E2와 특이적으로 결합하고 E3는 E3BP와 결합한다. 분자의 정확한 수는 생체 내에서 다양할 수 있고 종종 해당 조직의 대사 요구 사항을 반영하지만 최대 30개의 E1 및 6개의 E3 효소가 존재하는 것으로 생각된다.

## 조절
피루브산 탈수소효소는 ATP/ADP, NADH/NAD+ 및 아세틸-CoA/CoA의 세 가지 비율 중 하나 이상이 증가하면 저해된다.
진핵생물에서 피루브산 탈수소효소 복합체(PDC)는 고유의 특정 피루브산 탈수소효소 키네이스(PDK)와 피루브산 탈수소효소 인산가수분해효소(PDP)에 의해 각각 엄격히 조절되어 피르브산 탈수소효소 복합체를 비활성화시키거나 활성화시킨다.
- 피루브산 탈수소효소 키네이스(PDK)는 E1의 세 가지 특정 세린 잔기를 서로 다른 친화도로 인산화한다. 이들 중 어느 하나의 인산화(ATP 사용)는 E1(결과적으로 전체 복합체)을 비활성화시킨다.[12]
- 피루브산 탈수소효소 인산가수분해효소(PDP)에 의한 E1의 탈인산화는 피루브산 탈수소효소 복합체의 활성을 회복시킨다.[12]

반응 생성물은 피루브산 탈수소효소 키네이스(PDK)를 활성화시키기 때문에 피루브산 탈수소효소 복합체(PDC)의 다른 자리 입체성 저해제 역할을 한다. 기질은 차례로 피루브산 탈수소효소 키네이스(PDK)를 저해하여 피루브산 탈수소효소 복합체를 재활성화한다.
기아 상태에서 피루브산 탈수소효소 키네이스(PDK)는 유전자 전사 증가를 통해 골격근을 포함한 대부분의 조직에서 양이 증가한다. 동일한 조건에서는 피루브산 탈수소효소 인산가수분해효소(PDP)의 양이 감소한다. 피루브산 탈수소효소 복합체(PDC)의 결과적인 저해는 근육 및 다른 조직이 포도당 및 포도당신생합성 전구체를 이화대사하는 것을 방지한다. 대사는 지방 활용 쪽으로 전환되고, 포도당신생합성 전구체를 공급하기 위한 근육 단백질 분해는 최소화되며, 뇌에서 사용하기 위한 이용 가능한 포도당은 절약된다.
칼슘 이온은 근육 수축 중에 피루브산 탈수소효소 인산가수분해효소(PDP)를 활성화하여 세포질에서 일어나는 해당과정을 자극하기 때문에 근육 조직에서 피루브산 탈수소효소 복합체(PDC)를 조절하는 역할을 한다. 이러한 전사의 일부 생성물은 H2를 근육으로 방출한다. 이로 인해 시간이 지남에 따라 칼슘 이온이 감소할 수 있다.

## 피루브산 탈카복실화의 국지화
진핵세포에서 피루브산 탈카복실화는 기질인 피루브산이 세포질로부터 운반된 후 미토콘드리아 기질 내부에서 일어난다. 피루브산이 미토콘드리아로 수송되는 것은 수송 단백질인 피루브산 자리옮김효소를 통해 이루어진다. 피루브산 자리옮김효소는 양성자와 동반 수송 방식(미토콘드리아 내막을 가로질러)으로 피루브산을 운반하는 데, 이는 2차 능동수송의 한 형태로 간주될 수 있지만, 여기서 "2차 능동수송" 용어의 사용에 대해서는 추가적인 확인/지원이 필요할 수 있다(참고: 피루브산 자리옮김효소를 통한 피루브산의 수송 방식은 S. Papa 등(1971년)에 따르면 양성자 기울기와 짝지어져 정의상 2차 능동수송과 일치하는 것으로 보인다).
대체 출처에 따르면 "미토콘드리아 외막을 통한 피루브산의 수송은 수동적 확산을 가능하게 하는 전압 의존성 음이온 통로와 같은 대규모 비선택적 통로를 통해 쉽게 수행되는 것으로 보인다"라고 한다. 미토콘드리아 내막을 통한 수송은 미토콘드리아 피루브산 운반체 1(MPC1)과 미토콘드리아 피루브산 운반체 2(MPC2)에 의해 매개된다.
미토콘드리아 기질로 들어가자 마자 피루브산은 탈카복실화되어 아세틸-CoA(그리고 이산화 탄소와 NADH)를 생성한다. 이 비가역적인 반응은 미토콘드리아 내에 아세틸-CoA를 가두어 놓는다(아세틸-CoA는 일반적으로 희박한 트라이카복실산(TCA) 중간생성물인 시트르산 셔틀을 통해 옥살로아세트산의 농도가 높은 조건 하에서만 미토콘드리아 기질 밖으로 운반될 수 있다). 이 반응에 의해 생성된 이산화 탄소는 비극성이고 작으며 미토콘드리아와 세포 밖으로 확산될 수 있다.
미토콘드리아가 없는 원핵생물에서는 이 반응이 세포질에서 일어나거나 전혀 일어나지 않는다.

## 진화의 역사
진핵세포의 미토콘드리아에서 발견되는 피루브산 탈수소효소는 그람양성세균의 일종인 게오바실루스 스테아로테르모필루스(Geobacillus stearothermophilus)의 효소와 매우 유사하다는 것이 밝혀졌다. 그람양성세균과 피루브산 탈수소효소 복합체의 유사성에도 불구하고 그람음성세균과의 유사성은 거의 없다. 피루브산 탈수소효소와 그람양성세균의 효소 사이의 4차 구조의 유사성은 그람음성세균에서 발견되는 해당 효소의 진화 역사와 구별되는 공유 진화 역사를 나타낸다. 세포 내 공생을 통해 진핵생물의 미토콘드리아에서 발견되는 피루브산 탈수소효소는 그람양성세균까지 거슬러 올라가는 조상과 연결된다는 것을 가리킨다.
피루브산 탈수소효소 복합체는 특히 α-케토산에 대한 기질 특이성 측면에서 가지사슬 α-케토산 탈수소효소 복합체와 많은 유사점을 공유한다. 구체적으로 가지사슬 α-케토산 탈수소효소 복합체는 아미노산의 분해를 촉진하며 이러한 효소는 아미노산이 풍부한 환경이었던 원시 지구에서 널리 퍼져 있었을 것이다. 피루브산 탈수소효소 복합체의 E2 소단위체는 가지사슬 α-케토산 탈수소효소 복합체에서 발견되는 E2 유전자에서 진화한 반면, 두 효소 복합체 모두 단 하나의 E3 유전자가 존재하기 때문에 동일한 E3 소단위체를 포함한다. E1 소단위체는 특정 기질에 대해 뚜렷한 특이성을 가지기 때문에 피루브산 탈수소효소 복합체와 가지사슬 α-케토산 탈수소효소 복합체의 E1 소단위체는 다양하지만 유전적 유사성을 공유한다. 나중에 진핵세포에서 발견되는 미토콘드리아와 엽록체의 조상 격인 것으로 추정되는 그람양성세균과 남세균은 가지사슬 α-케토산 탈수소효소 복합체에서 발견되는 것과 유전적으로 관련된 E1 소단위체를 가지고 있다.

## 임상적 관련성
피루브산 탈수소효소 결핍증(PDCD)은 복합체를 만드는 데 사용되는 효소나 보조 인자의 돌연변이로 인해 발생할 수 있다. 피루브산 탈수소효소 결핍증의 주요 임상적 소견은 젖산산증이다. NAD+ 및 FAD 생성의 후속 결핍을 초래하는 이러한 피루브산 탈수소효소 결핍증 돌변변이는 산소 호흡의 핵심인 산화적 인산화 과정을 방해한다. 따라서 아세틸-CoA는 대신 혐기성 메커니즘을 통해 젖산과 같은 다른 분자로 환원되어 신체 내 과도한 젖산 축적 및 관련 신경학적 병리를 유발한다.
피루브산 탈수소효소 결핍증은 드물지만 돌연변이가 발생하거나 기능하지 않는 경우 이러한 결핍을 유발할 수 있는 다양한 유전자가 있다. 먼저, 피루브산 탈수소효소의 E1 소단위체에는 4개의 서로 다른 소단위체(E1-α로 지정된 2개의 α 소단위체와 E1-β로 지정된 2개의 β 소단위체)가 포함되어 있다. 피루브산 탈수소효소 결핍증의 약 80%는 E1-α 소단위체에서 발견되는 PDHA1 유전자의 돌연변이로 인한 것이다. 이 돌연변이는 E1-α 단백질을 단축시킨다. 기능을 하는 E1-α의 감소는 피루브산 탈수소효소가 피루브산과 충분히 결합하는 것을 방해하여 전체 복합체의 활성을 감소시킨다. 피루브산 탈수소효소 복합체의 E1-β 소단위체에서 발견되는 PDHB 유전자에 돌연변이가 일어나면, 이 또한 피루브산 탈수소효소 결핍증을 초래한다. 마찬가지로 E2 소단위체에서 발견되는 DLAT 유전자, E3 소단위체에서 발견되는 PDHX 유전자와 같은 피루브산 탈수소효소 복합체의 다른 소단위체에서 발견된 돌연변이와 PDP1으로 알려진 피루브산 탈수소효소 인산가수분해효소 유전자의 돌연변이는 모두 피루브산 탈수소효소 결핍증으로 추적되었지만 이들의 질병 상태에 대한 특정 기여 정도는 알려지지 않았다.

## 같이 보기
- 피루브산 탈수소효소 (E1)
- 다이하이드로리포일 아세틸기전이효소 (E2)
- 다이하이드로리포일 탈수소효소 (E3)
- 피루브산 탈수소효소 결핍증
- α-케토글루타르산 탈수소효소 복합체
- 가지사슬 α-케토산 탈수소효소 복합체

### 3D 구조
- Zhou, H.; McCarthy, B.; O'Connor, M.; Reed, J.; Stoops, K. (Dec 2001). “The remarkable structural and functional organization of the eukaryotic pyruvate dehydrogenase complexes”. 《Proceedings of the National Academy of Sciences of the United States of America》 98 (26): 14802–14807. Bibcode:2001PNAS...9814802Z. doi:10.1073/pnas.011597698. ISSN 0027-8424. PMC 64939. PMID 11752427., bovine kidney pyruvate dehydrogenase complex
- Yu, X.; Hiromasa, Y.; Tsen, H.; Stoops, K.; Roche, E.; Zhou, H. (Jan 2008). “Structures of the Human Pyruvate Dehydrogenase Complex Cores: A Highly Conserved Catalytic Center with Flexible N-Terminal Domains”. 《Structure》 16 (1): 104–114. doi:10.1016/j.str.2007.10.024. ISSN 0969-2126. PMC 4807695. PMID 18184588., human full-length and truncated E2 (tE2) cores of PDC, expressed in E. coli